# Grand Prix of Essex
Das Straßenradrennen Grand Prix of Essex war ein britisches Eintagesrennen, das in der Grafschaft Essex veranstaltet wurde.

## Geschichte
Der Grand Prix of Essex war viele Jahre lang das Saisonauftaktrennen für die britischen Radrennfahrer und hatte in Großbritannien den Status eines „Klassikers“. Es war das erste Rennen der Trophy-Serie (später Premier Calendar), einer Serie von Eintagesrennen für die britischen Spitzenfahrer. Das Rennen war für Amateure, später für die Elitefahrer offen. Bis 1966 starteten auch Unabhängige. In der Regel fand es mit internationaler Beteiligung statt.
Start und Ziel war die Stadt Halstead. Der Kurs führte auf einer 65-Meilen-Schleife durch welliges Terrain mit vielen kleineren Bergen in der Grafschaft. In der Endphase wurde ein kurzer Rundkurs in Halstead mehrfach durchfahren.

## Palmarès
- 1954  Dave Cooper
- 1955  Arthur De Cabooter
- 1956  Derek Evans
- 1957  Pierre Michel
- 1958  David Robinson
- 1959  Alan Perkins
- 1960  Gil Taylor
- 1961  Warwick Dalton
- 1962  Wesley Mason
- 1963  Wesley Mason
- 1964  Wesley Mason
- 1965  David Nie
- 1966  Hugh Porter
- 1967  John Bettinson
- 1968  Ray Barker
- 1969  Peter Smith
- 1970  Phil Carnall
- 1971  Phil Edwards
- 1972  Phil Edwards
- 1973  Phil Corley
- 1974  Keith Ratcliff
- 1975  Gerry van Gerwen
- 1976  Toine van den Bunder
- 1977  Graham Jones
- 1978  Frits Pirard
- 1979  John Herety
- 1980  Steve Joughin
- 1981  Nigel Bloor
- 1982  Steve Joughin
- 1983  Mark Bell
- 1984  Peter Longbottom
- 1985  Alan Gornall
- 1986  John Cavanagh
- 1987  Paul Curran
- 1988  Paul Curran
- 1989  Ben Luckwell
- 1990  Stephen Farrell
- 1991  Mark Gornall
- 1992  Bobby Power
- 1993  Wayne Randell
- 1994 nicht ausgetragen
- 1995  Julian Ramsbottom
- 1996  Wayne Randell
- 1997  Rob Hayles
- 1998  Chris Newton
- 1999  Chris Walker
- 2000  Russell Downing
- 2001  Matt Wells